# 胡俊章
胡俊章（1836年—1906年），原名多春，字效堂、肇鸿、怀卿，號笑山、效山、效三、彦升、彦生，别号燕笙，晚号驻春老人，汉军正蓝旗人（家族属正蓝旗汉姓满洲旗人），籍奉天铁岭（自署落籍北平）。清朝官员，進士出身。工诗，善书，通目录学和校勘学。

## 生平
乡试榜名多春，后更名俊章。16岁时中咸豐二年（1852）壬子科顺天鄉試舉人（时隶正蓝旗汉军德英额佐领下），少年时“思以文章致身”，在京师以诗课授徒，因其勋臣世家，特恩予官俾，初任國史館 (清朝)誊录官，后分曹习政事，补主事。光緒二年（1876）丙子恩科進士第三甲，授工部主事，同年改工部郎中，参与编修《欽定工部則例（光緖朝）》。八年（1882），任戶部廣西司郎中。九年（1883）秋，分巡陕西粮储道，视学西安关中书院。十三年（1887），改任江南道監察御史。十六年（1890），任廣東道監察御史。十七年（1891），改戶科給事中，担任《钦定台规》（清都察院刊本，1892）分校官（总阅官进士延煦 (清朝宗室)，分校官同榜进士貴賢）。十九年（1893），转工科給事中，后任工科掌印给事中。二十四年（1898）戊戌，补授户科掌印给事中。二十五年（1899），简放陕西延榆绥道（治所在今榆林市，姻戚先辈镶黄旗满洲高晋、广厚均在乾隆朝担任过该职）。二十六年（1900）庚子改陝西糧道（驻西安），“官秦时，屡于行在拜受恩赉”，同年以病乞休。
从陕西任上退休后，胡俊章去了杭州、苏州，中途在湖北武昌停留访友（可能拜会亲戚、时任湖广总督的张之洞，两人系咸豐二年（1852）壬子顺天鄉試同榜；或者亲家、时任武昌府同知的内务府正黄旗汉军杨长坦，即翰林楊鍾羲之父；或者诗友、时任湖北巡抚的镶白旗满洲景星 (清朝)），住在武昌兰陵街。他在途中写给好友镶白旗蒙古延清的诗中写道：“今年宦长安，天旱久不雨。长安十万家，无麦无禾黍。......因之减粮价，欢欣遍蓬户。......小寓兰陵街，雨雪滞庭宇。我欲诘天心，界限太分割。将雨移长安，绝长短可补。万民乐丰年，岂止富仓庾”（见延清《庚子都门纪事诗》）。
晚年（1900-1906）就养吴中（苏州），与俞樾、汪鸣銮、陆元鼎、鑲白旗满洲恩寿（字藝棠）、镶白旗满洲景星 (清朝)（字云伯，号月汀）唱和最久（俞樾癸卯1903年诗注记，“俞与诸君子皆有年世谊”)。为俞樾的著书校阅。据俞樾，“[胡效山（胡俊章）]少年时文名颇盛，在都下以授徒为业，门下多贵显者。今溥玉岑（溥良）尚书即其一也”（引自《春在堂楹联录存(五)》）。购得阮元《两浙輶軒录》抄本，与俞樾各享一半。俞樾在1906年《胡效山观察俊章挽词》中写道：“安定先生松柏姿，岁寒标格最堪思。人钦京国知名早，我恨苏台把臂迟。……居易方欣交梦得，伯牙何意失钟期”（引自《春在堂诗编》卷二十三）。另有俞樾写给胡俊章的《俞曲园先生手札》（手稿本）现藏于日本中央图书馆古书资料库（曾由日本詩人会津八一收藏）。
胡俊章在咸丰八年戊午（1858）（？）孟秋二十二岁时的一首书法无题诗写道：“秋风凌古渡，夕日下荒基。铜雀久飞去，君王安再来。至今松柏语，犹杂管弦哀。呜咽漳河水，东流无从回”。与咸丰六年进士、监察御史钟孟鸿交友，于同治三年甲子（1864）赠书法行书节录《文心雕龙》、楷书节录《小园赋》。與光緒十五年進士、監察御史楊深秀友善。光緒十九年（1893），与儿玉瀛、侄玉泽、正白旗宗室恩煦（与玉瀛光绪八年壬午顺天乡试同榜，阖家殉难于庚子国变，其胞兄同治七年（1868年）戊辰科进士宗室恩景）、正蓝旗宗室毓隆（其父进士宗室溥良）及友楊深秀等作诗跋于冀以龢的《樂天園山池記》（此园林位于山西介休）。与儿、侄曾同时作诗跋于友人镶白旗蒙古延清（字子澄）收藏的一幅清代画家张士保于1865年画的《太常仙蝶图》，胡俊章的题诗写道：“容台深处是仙家，绿醉酣红阅岁华。果与寻常胡蜨异，年年修到见梅花。飞来两度画堂东，红杏香探及第风。一任仙衣能变幻，庐山真面在图中”。为延清的《錦官堂試帖》（1885）作序（胡俊章之子胡玉瀛参校）。任职工部期间，曾负责监修北京紫禁城城垣修复工程（据《翁文恭公日記》）。在京长期参加并主持“绚秋诗社”，诗友有内务府镶黄旗汉军杨佳氏宜振（胡俊章师从宜振）、鑲白旗满洲索綽羅氏麟魁、大兴范德馨（字桂山，号小岩，同治元年壬戌科进士）、正紅旗蒙古薩爾圖氏百勤（字鐡巖，同治乙丑科進士，妻正藍旗蒙古瑪拉特氏松筠之孙女）、镶白旗满洲彥佳氏玉瓚（胞叔敬和）、镶白旗宗室盛昱、镶黄旗满洲裕瑚鲁氏奭良（祖父承齡）等；诗社活动地点有东城法华寺 (北京法华寺街)（据奭良《野棠轩文集》）。
胡俊章在京师授课的学生包括光緒六年（1880年）庚辰科进士、正蓝旗宗室溥良（载《順天鄉試同年齒錄：光緖元年乙亥恩科》），光緒九年（1883年）癸未科榜眼、正蓝旗宗室寿耆（据崇彝《道咸以来朝野杂记》），镶黄旗满洲裕瑚鲁氏奭良（据奭良《野棠轩文集》），同治十年（1871年）辛未科翰林大兴王祖光（字莲孙，号心斋）之弟王觀光（字蓮汀）（据崇彝《道咸以来朝野杂记》）。
家族世系《八旗滿洲氏族通譜》满洲旗分内的尼堪姓氏（hala）旗人，在康熙朝之前，多任八旗参领、佐领；从康熙朝至乾隆朝，多任内务府御前侍卫、满洲副都统和怡亲王府佐领；在乾隆朝，出文、武科举人；道光朝至光绪朝，连中五位文科进士。

## 著作
- 辑《续汇刻书目补遗》一卷（光绪元年( 1875 )北京有益堂书坊刻本、光绪二年（1876）北京善成堂刻本）。顾修原编《汇刻书目》十卷（1799），首创中国丛书书目；傅云龙续编《续汇刻书目》十二卷（1876）。傅云龙、胡俊章版本共收丛书500种，首以四库总目分类。
- 著《燕笙诗草》六卷，钞本。诗草自咸丰二年（1852）起，至光绪三十二年(1906），其登第有诗，赴沈阳有诗，赴陕鄂、浙、苏过多有吟咏；两至杭州，故游西湖之诗甚多；其夫人卒後，胡俊章皆有悼亡詩，“哀婉凄惻，俱見情篤”（录《續修四庫全書提要》）。
- 辑《春明诗课汇选》八卷補遺一卷（光绪七年（1881）北京善成东记（前善成堂）刻本），泰州陳研薌原選四卷，胡俊章、胡多祺增輯，胡氏增輯始于咸丰九年（1859年），陆润庠署籖，戴彬元序，镶白旗汉军安氏英啓、黄自元鉴定，丹徒（今镇江）袁善（字心谷，同治十年辛未科二甲进士）、京口驻防镶白旗蒙古延清、内务府镶黄旗汉军崇光（父宜振）、丹徒赵曾望（字绍庭，时有“江南才子”之称）、宗室溥良、丹徒丁立钧、宗室盛昱、丹徒支恒荣等参校，太和李潤均（字锦斋，同治十二年[1873]癸酉顺天乡试举人、工部郎中）补遗。该诗集有重刊本《重刻春明诗课汇选》，李羲鈞（号稚和，道光三十年（1850）庚戌科二甲进士，与胡俊章的胞叔吉惠 (道光进士)进士同榜）重刻并序，镶白旗汉军英啓序、胡俊章自序（光绪九年（1883）關中道署刻本，现藏哈佛大学图书馆）。该诗集录有胡俊章、都中诗友及诗课门生的五百多首试帖诗作品，其中多旗人诗作，胡俊章的选录标准是“格律取其谨严，词藻取其新颖，裁对取其工整，押韵取其稳适”（据胡俊章自序）。该诗集重刊本特作为西安关中书院的诗课教材（据李羲鈞序）。
- 辑《西湖诗录》十卷附余稿一卷，共八册，光绪三十二年（1906）钞本，俞樾鉴定并作序，手稿本现藏北京国家图书馆古籍部。共收诗人275位（其中旗人2位，闺秀34位，包括俞樾的孙女俞慶曾、外孙女許之雯的诗作），录诗681首。此诗集以乾嘉之后所作为多。胡俊章在“凡例”中写道，“盖景之雄壮者易赋，而景之明秀者难工也”（见任聪颖，《湖上常留处士风》）。收录的两位旗人诗人均来自乾隆朝：一是内务府正白旗满洲、乾隆二年丁巳恩科進士文莊公索綽絡氏德保 (清朝)（与胡俊章家族有姻戚关系），二是镶黄旗汉军、乾隆九年科舉人顾邦英（字洛耆）。
- 儿媳弟内务府正黄旗汉军翰林楊鍾羲于1912年之后曾提到：“效三[效山]丈遗著，迄未刊行”（据《雪桥诗话全集》vol.4：《雪桥自订年谱》），此遗著内容不详。又俞樾在《胡效山观察俊章挽词》中写道，“百年科第题名表，廿卷湖山揽胜诗”。此遗著可能指还未刊刻的《西湖诗录》十卷本的手稿本，也可能是俞樾在俊章挽词中所言的《西湖诗录》二十卷本，或者是给俞樾印象深刻的胡俊章生前收藏完备的道光以来乡会试题名录。
- 根据北京百衲2014年春季拍卖会“耕烟戴月——中国古代书画专场”的记录，胡俊章编辑了一本包括自己、景星 (清朝)与恩寿（三人系亲戚）诗作的《虚左生诗稿》，稿本大约完成于光绪二十八年壬寅（1902）之后，当时胡俊章已退休就养苏州，景星时任福州将军，恩寿任江苏巡抚。

关于胡俊章诗歌的评论：“五古以张节妇及张孝愍、吴贞女、敬烈妇等诗，凄切苍凉，得经之旨。七古以咏七家印存，及魏准提宝幢气势翔盛，而于黄初年月考据甚详。五律不落试帖窠臼，多宗唐音。七律与俞樾、汪鸣銮等唱和往来，有至七叠原韵者。七绝以咏史诸作为最佳。送春诗亦无衰灑气，效法唐之宽博，不作纤巧，不作涩体，是诗之正轨”（据王雲五主持《續修四庫全書提要》v.12，1972年台湾商务印书馆版本，原稿本系1928-45年的《续修四库全书总目提要》）。

## 收藏
胡俊章的藏书印有“胡氏珍本”、“安定胡氏”、“燕笙藏书”、“字曰燕笙”、“安定胡氏留白轩藏书”、“安定胡氏树德堂藏书印”、“树德堂胡氏藏书印”、“树德堂印”、“树德堂珍藏”、“胡氏藏书之章”、“灵檀仙馆胡氏藏书之章”、“效山所珍”、“胡俊章印”、“俊章”、“极加宝惜”、“侍琴曾阅”等。其收藏书籍包括：清陈邦彦辑《乌衣香牒》4册合《春驹小谱》2册（“乌衣”为燕子，“春驹”为蝴蝶，此本是搜集古今与“燕子”和“蝴蝶”有关的诗词歌赋文，1函6册，清乾隆刻本；此书后由进士费念慈、北洋政府财政部章保世收藏），唐钟绍京《灵飞六甲经》碑帖（唐代著名小楷之一，胡俊章同治十年（1871）辛未题籤，胞侄玉泽光绪二十六年（1900）庚子题籤），明陳繼儒輯《宝颜堂秘笈》（明萬歷刊本），明崔师训撰《大成易旨》不分卷（旧钞本，又有“以学愈愚”印，据罗振玉《雪堂类稿》），（隋）王通撰《文中子中说》10卷（清光绪十六年（1890）陈榘仿宋刊本），唐骆宾王撰《灵隐子》6卷（明万历刻本，据《清華大學圖書館藏善本書目》），唐白居易、（宋）孔傳撰《白孔六帖》100卷（明刻本，又有怡亲王弘晓"明善堂覽書畫印"，据《加拿大英屬哥倫比亞大學宋元明及舊鈔善本書目序》），《荡平葛尔旦汇颂》不分卷（扬州園署官绅恭献旧抄本，又有弘曕“果亲王府图书记”印），《幼學編》（据《國家圖書館善本書志初稿：子部》第3册），清李因篤撰《古今均考（切韵附）》4卷（光绪庚辰（1880年）天壤阁合刊，据《首都大学东京中文系所藏永岛荣一郎旧藏汉语音韵学文献见在书目》）、（金元）元好问辑《中州集》10卷（又名《翰苑英华中州集》，明汲古阁刻本）；（以下据1921年《重訂浙江公立圖書館保存類目錄》）清陶煊、张璨同辑《国朝诗的》62卷（康熙60年扬州刊本），清沈德潜辑《国朝诗别裁集》32卷（乾隆刊本，加墨笔校注），清卓尔堪辑《遗民诗》12卷附《近青堂诗》1卷（原刊本，又有“长恩为我典守”印），清严长明编《八表停云录》30卷（钞本，又有“诗卷长留天地间”印），清汪正编《木渎诗存》14卷（钞本），明卢纯学辑《明诗正声》60卷（明万历辛卯刊本），宋陆游《陆放翁全集》157卷（明汲古阁刊本），元陈澔撰《礼记集说》10卷（明汲古阁刊本），清李锴撰《尚史》107卷（乾隆癸巳（1773）悦道楼刊本，又有“赐本臣”、“穆彰阿恭藏”印），宋姚宽撰《西溪丛语》2卷（明刊本），明徐应秋撰《玉芝堂谈荟》36卷（蒨园刊本）、明冯惟讷辑《古诗纪》残本55卷（明重校刊本；其《四库全书》本156卷由胡俊章的岳祖父德生 (乾隆进士)详校）、清陈维崧辑《箧衍集》12卷（康熙丁丑校刊本）等。
胡俊章与胞侄胡玉泽的书画鉴藏印有“胡氏叔子”、“玉泽”、“玉泽私印”、“呁庵”、“昀庵”等。其书画收藏包括：明代陆治的《山静江横图》（该画此前由清同光年间鉴赏家宫本昂（1821-1874）鉴藏，现藏安徽博物院；现代收藏界常将“玉泽”印与嘉庆六年（1801）二甲进士王泽（1759-1842）的“王泽”印相混淆），明代沈周的《涤斋图》（现藏普林斯顿大学艺术博物馆）。

## 家庭
(关于胡俊章更早的家族先辈，见其胞叔胡氏吉惠 (道光进士)篇）
- 曾祖明林（c.1750s-?），庠生、乾隆四十四年（1779）己亥科武举人，时隶内务府镶黄旗汉军佐领巴寧阿下（据《钦定八旗通志：武举》）。曾祖母崔氏（父崔明禮）。
- 祖廉叙（c.1780s-?），改隶正蓝旗汉军，道光七年（1827）山东盐课大使。嫡祖母张氏（父張應奎）；继祖母郝氏，镶黄旗汉军、吏部尚书兼两江总督郝玉麟（授世袭骑都尉）之曾孙女。
- 父吉謙（字霭如，号牧卿，1812-1862），道光十五年（1835）乙未恩科顺天乡试举人（时隶正蓝旗汉军张恒佐领下[8]，道光帝于本年在正大光明殿亲自覆試并披览所有顺天乡试举人试卷，载《清實錄道光朝實錄》），咸丰七年（1857）任顺天府房山县（今房山区）训导。
- 母曹氏。其父正红旗汉军附学生洺普，胞叔嘉慶癸酉（1813）翻譯舉人潤普（字澍菴，廣東惠州府海防同知）；嫡堂兄道光二十四年甲辰（1844）科舉人貴林（字仲廉），原配妻劉氏（父正黃旗漢軍阿爾精阿，世襲一等男爵、御前頭等侍衛兼公中佐領、广西副将军，阵亡，赠提督街，授世袭騎都尉並三等子爵），继妻郭佳氏（属正黄旗满洲、武英殿大学士伊爾根覺羅氏阿尔泰 (清朝)家族）；堂侄同治甲戌（1874）科三甲進士保昌 (同治進士)，知府衔甘肃肃州（今酒泉市）直隶州知州；保昌妹曹氏，嫁镶黄旗满洲戴佳氏广林（其从堂兄道光三十年庚戌（1850）进士晋康，与胡俊章的胞叔吉惠及好友俞樾二甲进士同榜；女戴佳氏嫁鑲紅旗滿洲、光緒二十年（1894年）甲午恩科進士董鄂氏續緜；胞叔裕慶与姑母戴佳氏均与鑲紅旗宗室敦誠家族结为姻亲）。先祖曹尔素（御赐名尔素，原名曹璧，字子谷，号退翁），顺治朝初授雲騎尉，后升内弘文院侍讀學士，阵亡，“上甚悼之，遣官谕祭，诰封拜他喇布勒哈番（骑都尉）世袭”，入祭京师昭忠祠（载《宝坻縣志》）；曾收藏宋代米友仁《云山图》卷（现藏美国俄亥俄州克利夫兰美术馆），每日临摹，顺治七年（1650）弘文院学士并亲家王鐸 (天啟進士)作跋于此画卷（据《王鐸年譜長編》第三册）；其子曹希洙，袭骑都尉，任八旗西安驻防协领，卒于任。
- 堂伯增祿，道光丁未（1847）进士，山东邹平县知县。
- 胞叔吉惠，道光庚戌（1850）进士，江西龙南、靖安等县知县。
- 从堂兄守忠（世袭云骑尉），同治二年癸亥（1863）进士，知府衔，湖南沅陵县知县；守正，咸丰六年丙辰（1856）进士，兵部员外郎。
- 胞弟多祺（字介寿，号小牧，1840-？），附生，蓝翎同知衔，湖北南漳县、蕲水县（今浠水县）知县，修《蕲水县志》24卷（光绪六年（1880）刊），其诗作录入与胞兄胡俊章合辑的《春明诗课汇选》；他于光绪乙酉（1885）写给浙江张宝善（字定甫）的书法扇面，现收藏于美国威斯康辛大學密爾瓦基分校圖書館。女胡氏（1875-1930），继配嫁镶蓝旗汉军、度支部候補主事尚其源（1875-1927），其父尚昌懋（襲三等輕車都尉，历任广州满洲副都统、正紅旗護軍統領），堂兄光绪十八年（1892）进士尚其亨，先祖尚之隆、尚可喜；胞姐夫正白旗滿洲、光緒丙子恩科進士喜塔臘氏裕德（与胡俊章同年進士），正藍旗滿洲、廣州將軍西林覺羅氏孚琦。
- 胞弟多彬，妻薩爾圖氏（属八旗蒙古姓满洲旗人，姓氏载《八旗满洲氏族通谱》卷67）。其子胡玉泽（字志翔，号昀庵，1876-？），科举人，浙江知县。女胡氏，嫁内务府正白旗汉军、光绪十一年乙酉（1885）科举人李寶巽（又名李孺，字子申，号龠庵、苦李、五峰山人，1861-1931）。李寶巽与堂姊夫、内务府正黄旗汉军翰林楊鍾羲顺天乡试同榜，以候补道员任湖北提学史、清政府驻日本学监，辛亥后改名李孺，曾任末期正红旗蒙古都统，工词、治印、绘画（载《清画家诗史》）（其父四川雙流縣知縣李恆琮；祖父魁聯（字荫庭）任湖南按察使，贈大理寺卿，辑纂《前后守寶錄》25卷；曾祖内务府东陵郎中慶玉，清东陵道光帝长女端悯固伦公主园寝监修大臣；嫡堂姊李寶蘩嫁内务府正黄旗汉军翰林楊鍾羲，嫡堂姊李氏嫁内务府旗人張文棫（妹夫内务府正白旗漢軍、举人词人鄭文焯）；堂姑李氏嫁镶蓝旗满洲赫舍里氏恩玉（父湖北按察使、世袭骑都尉多山，胞叔道光戊戌科進士如山，姑母道光帝常妃 (道光帝)））。
- 胞弟多祉（字子受），养父（胞叔）道光庚戌科進士吉惠 (道光进士)，养母愛新覺羅氏。多藝。
- 原配妻李氏。其父内务府正白旗汉军、道光庚子乡试附榜、四川金堂县知县李希鄴（字衣山），祖父内务府营造司郎中、内务府正白旗护军统领李恩廣（又李恩紀），祖伯父嘉庆戊辰（1808）翰林李恩绎、道光癸巳（1833）翰林李恩庆；胞姊李氏，原配嫁正白旗满洲、四川盐茶道穆爾察氏耆安（父察哈尔都统莊愨公福興 (清朝)，高祖正蓝旗蒙古都统、理藩院尚书勇肅公穆克登布（穆爾察氏）（字少谷）；母繼配蘇完瓜爾佳氏（父正黃旗滿洲、乾清門頭等侍衛博多洪武））。
- 继妻他塔喇氏（他他拉氏，Tatara hala）。其父正蓝旗满洲、道光庚戌（1850）武科进士、山西太原县知县毓恩，祖父嘉慶甲子科舉人、江苏布政使葆谦，祖伯父嘉庆辛酉（1801）翰林、吏部与刑部左侍郎秀堃。由此亦与好友镶白旗满洲、同治十三年（1874）进士索卓羅氏恩壽成为姻戚（且恩壽与胡俊章的表兄正红旗汉军曹氏保昌 (同治進士)进士同榜）。
- 再继妻邱氏。其父内务府正黄旗汉军、道光丙戌（1826）进士、湖南常德府知府景星（字晴垣，授世袭雲騎尉），祖父乾隆戊戌（1778）翰林、山东济南府知府德生，嫡堂叔嘉庆甲戌进士、陕西布政使雲麟。
- 子胡玉瀛（字峙寰、志云，号偶松，1858-1912），清光绪八年壬午（1882）顺天乡试科举人（时隶正蓝旗汉军文泰佐领下）[9]，花翎候補道，工诗词。光绪十八年（1892）福建尤溪县知县、江苏苏州府候补知府（c.1902-1910年12月）；任职苏州府期间，辦理厘捐，兼任水利总巡，参与苏州、常熟等地河道治理与水利规划；辑《古今印萃》，光绪二十三年（1897）；撰《芋香書室詩存》二卷（据王雲五《續修四庫全書提要》v.12，原有《芋香書室詩詞》稿本四卷，辛亥事变时，毁于汉口；此两卷残本由胡玉瀛之第八子士和原藏，卷中多山水诗，“其秋柳四律，用王渔洋原韵，楚楚有致，题外有旨；无题四律，则情致缠绵，字多香豔……[其词]半似秦少游，半似黄山谷，语轻声低，慢然歌之”）。俞樾85岁（1906）时写《赠胡志云太守玉瀛》诗：“爱我拳拳到十分，衰年何幸得逢君。千金方割今和缓，两代交情古纪群”（载《春在堂诗编》卷12）。妻弟内务府正黄旗汉军翰林楊鍾羲写道：“志云卒于壬子，其尊人效三[效山]丈遗著，迄未刊行”（载《雪桥诗话全集》vol.4：《雪桥自订年谱》，又载《 雪橋詩話三集》卷12）。玉瀛拜师京口驻防镶白旗蒙古进士延清，为后者《錦官堂試帖》（1885）校对。
- 胞侄胡玉泽（字志翔，号昀庵、呁庵、均庵，1876-？，父多彬），科举人，妻他塔喇氏（他他拉氏）。玉泽曾任浙江天台县、石门县（今属桐乡市）知县，辛亥革命后，回居北平，善书法与篆刻，著有《呁庵印草》二册（清光绪三十一年（1905）刻印本，有姐夫、汉军旗科举人李孺（原名李寶巽）序与玉泽自序）。为奭良（字召南）的《野棠轩词集选》（1929）墨笔题名与题记（奭良祖父道光十六年丙申恩科进士、镶黄旗满洲裕瑚鲁氏承齡，父恩元与胡俊章系咸丰二年顺天乡试同榜，且有姻戚关系）；为崇彝的《选学斋书画寓目记》（1922）墨笔题签（崇彝祖父道光六年進士、正藍旗蒙古巴魯特氏柏葰）；为满族画家惠均（字孝同）1938年的山水画《仿杨昇没骨法立轴》墨笔题识（惠均之父正紅旗满洲勤恪公耆齡 (伊爾根覺羅氏)，祖父廣州將軍誠勳，妻唐梅系镶红旗满洲他他拉氏庄毅公裕泰曾孫女，即珍妃侄女）。
- 儿媳尚氏（c.1850s-?）；其父内务府正白旗汉军、同知衔河南孟津县知县延懌（字慍無，号致和，1830-?），胞兄尚承瀾任河南柘城縣知县；胞叔道光十八年（1838）戊戌进士延恒（儿媳亲家內務府正白旗漢軍、道光乙巳恩科進士李氏豐安，曾祖乾隆丁巳恩科進士李質穎）、道光二十年（1840）庚子进士延愷、延惇（妻兄內務府正白旗滿洲、咸丰二年（1852年）进士辉发纳喇氏文彬，妻侄光緒十八年（1892年）壬辰科进士延燮）、延憘（女尚佳氏嫁同治庚午舉人、镶白旗宗室溥春，其先祖淳度親王允祐），姑母尚氏与内务府正黄旗汉军翰林楊鍾羲家族联姻；祖父纯嘏，内务府庆丰司员外郎兼镶黄旗公中佐领；祖母李氏（父內務府正白旗漢軍、乾隆癸卯科舉人李吉安；胞兄李庆德，内务府会计司郎中；胞兄李慶會，妻索綽絡氏系内务府正白旗满洲、乾隆二年（1737年）丁巳恩科进士文恭公觀保之侄孙女，其女一嫁镶红旗满洲、光緒六年（1881）進士他他拉氏志銳，即光绪帝瑾妃和珍妃的堂兄，其女二嫁咸豐己未科進士、镶白旗宗室常珩；从堂侄光緒三年丁丑科进士繼昌 (光緒進士)）；尚氏家族先祖有江寧織造、热河总管福海（孙女尚佳氏封道光帝之豫嬪），雍正朝总管內務府大臣尚志舜，始祖尚大德。
- 儿媳继配杨氏（1863-1906），内务府正黄旗汉军光绪十五年（1889年）翰林楊鍾羲（淮安府和江宁府知府）之姊（据俞樾挽联，先胡俊章三日卒）。楊鍾羲回忆道：“予女兄，长一岁，贤明解文字，先君极钟爱之。选婿苛，年三十，始归于胡”（《雪桥诗话全集》vol.4：《雪桥自订年谱》）。
- 孙胡榕（字阅民，c.1880s-?），任北洋政府财政部专员；妻张淑徽，满族旗人。孙胡士和（胡玉瀛之第八子）。孙女胡氏（据俞樾所记，与俞两曾孙女均有唱和之作，帮爷爷胡俊章抄写《西湖诗录》）。俞樾的曾孙女婿郭則澐与胡俊章的侄女婿画家李孺（原名李寶巽）同是民国时期天津清遗民词社须社的创始成员。
- 曾孙胡家聪（1921―2000），中国社科院政治学研究所研究员（1981-），管子研究专家，著有《稷下争鸣与黄老新学》、《管子新探》等著作；1958年调入《工人日报》 社工作，历任上海、江苏、北京等地记者组组长，国际部副主任（生平载《管子学刊》2001年第3期）。
- 曾孙女胡婉君（1906-1951），毕业于北京女子师范大学英文系，曾在国立北平图书馆工作；夫重庆江津籍袁士伊（1900-1954），毕业于朝阳大学法律系。胡婉君外孙邹晖（Zou, Hui）博士，建筑历史与理论学者，任职美国佛罗里达大学建筑系教授，著有英文专著《A Jesuit Garden in Beijing and Early Modern Chinese Culture》（美国普渡大学出版社），中文专著《碎片与比照：比较建筑学的双重话语》（北京商务印书馆），译著《建筑在爱之上》（北京商务印书馆）。